# 華盛頓 (堪薩斯州)
華盛頓（英語：Washington）是一個位於美國堪薩斯州華盛頓縣的城市。同時該地也是華盛頓縣的縣治。

## 地方資料
華盛頓的座標為39°49′01″N 97°03′09″W / 39.81694°N 97.05250°W，而該地的海拔高度為405米（即1329英尺）。根據2010年美國人口普查，該地共人口1071人，而該地的面積約為2.62平方千米。